# Allonville
Allonville – miejscowość i gmina we Francji, w regionie Hauts-de-France, w departamencie Somma.
Według danych na rok 2011 gminę zamieszkiwało 755 osób, a gęstość zaludnienia wynosiła 73 osoby/km² (wśród 2293 gmin Pikardii Allonville plasuje się na 491. miejscu pod względem liczby ludności, natomiast pod względem powierzchni na miejscu 427.).